# Dave Grohl
David Eric Grohl (/ˈɡɹoʊl/), né le 14 janvier 1969 à Warren dans l'Ohio, est un multi-instrumentiste, chanteur, compositeur et réalisateur américain. Il commence sa carrière professionnelle à 17 ans comme batteur du groupe Scream, après avoir fait ses classes dans plusieurs formations de la région de Washington, D.C. En 1990, il devient le batteur de Nirvana, groupe originaire d'Aberdeen (Washington) et participe notamment à la composition de l'album à succès Nevermind. À la suite du décès de Kurt Cobain en avril 1994, Grohl se met à la guitare et au chant et enregistre un premier album solo qu'il intitule Foo Fighters. Dans la foulée, il officialise la formation de son nouveau groupe, également appelé Foo Fighters.
En plus des Foo Fighters, il prend part à plusieurs projets dont Queens of the Stone Age et le groupe de heavy metal Probot, puis joue comme musicien de session avec Killing Joke, Tenacious D, Nine Inch Nails, The Prodigy ou encore Slash. En 2009, Grohl forme Them Crooked Vultures avec Josh Homme de Queens of the Stone Age, Alain Johannes et John Paul Jones, l'ancien bassiste de Led Zeppelin.
En août 2018, il enregistre et publie un morceau d'une vingtaine de minutes intitulé Play dans lequel il enregistre lui-même la totalité des instruments présents dans la chanson (guitares, basse, batterie, percussions, clavier).
Il se classe à la 27e place du classement des « 100 meilleurs batteurs de tous les temps » du magazine Rolling Stone.
Il est également réalisateur de documentaires et de clips en lien avec son activité musicale.

## Biographie

### Jeunesse

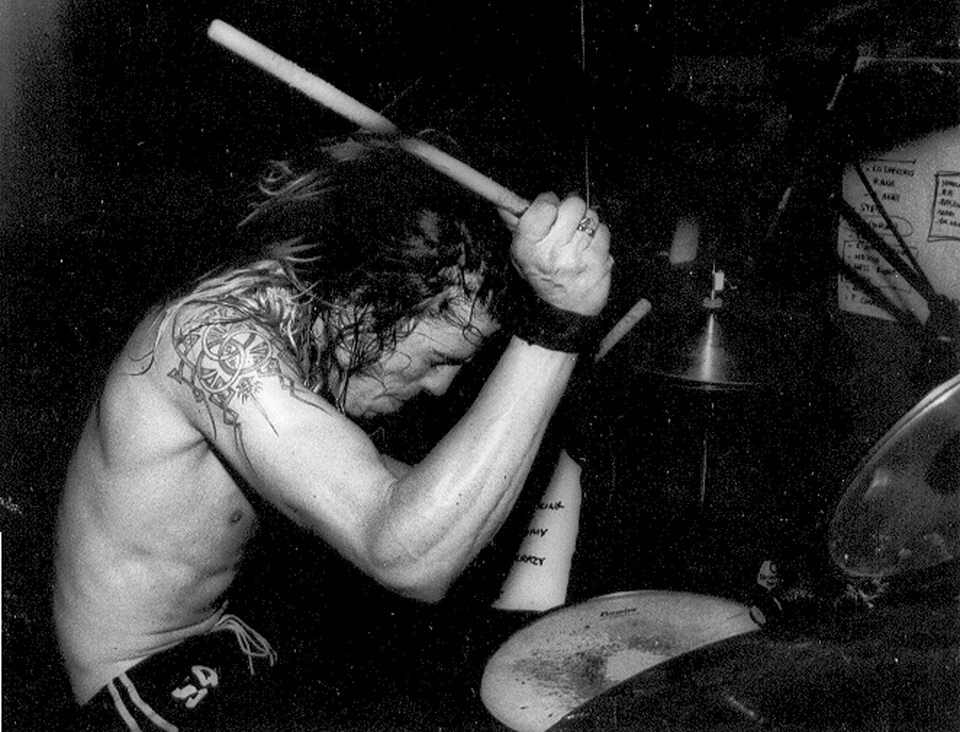
Dave Grohl à la batterie avec Scream en 1989.

Grohl est né dans l'Ohio, fils de James Grohl, rédacteur de discours, et de Virginia Wendt, professeur d’anglais, il a une sœur plus âgée appelée Lisa. Alors que Grohl n'est âgé que de 3 ans, la famille déménage de Warren, Ohio vers Springfield en Virginie. Trois ans plus tard, à l'âge de 6 ans, les parents de Grohl divorcent et il part vivre avec sa mère.
À l'âge de 12 ans, Dave Grohl apprend la guitare. Après s'être lassé des leçons de guitare, Grohl apprend lui-même les rudiments de l'instrument et avec différents amis joue dans des groupes locaux de la région. Une année plus tard en 1982, Grohl et sa sœur passent l'été dans l'Illinois chez leur cousine Tracy. Là-bas, leur cousine les emmène à un concert de punk rock et Grohl explique : « Par la suite on est devenu totalement punk ».
À l'adolescence, la consommation de marijuana de Grohl oblige sa mère à le changer plusieurs fois de collège et de lycée. À ce moment, Dave Grohl joue dans différents groupes, et notamment Freak Baby, où il joue de la guitare. Après que le groupe a renvoyé son batteur, Grohl décide de changer d'instrument et de passer à la batterie. Encore une fois, il apprend par lui-même les bases de la batterie, Freak Baby change alors de nom pour Mission Impossible. Grohl cite alors comme influence majeure John Bonham de Led Zeppelin.

## Nirvana

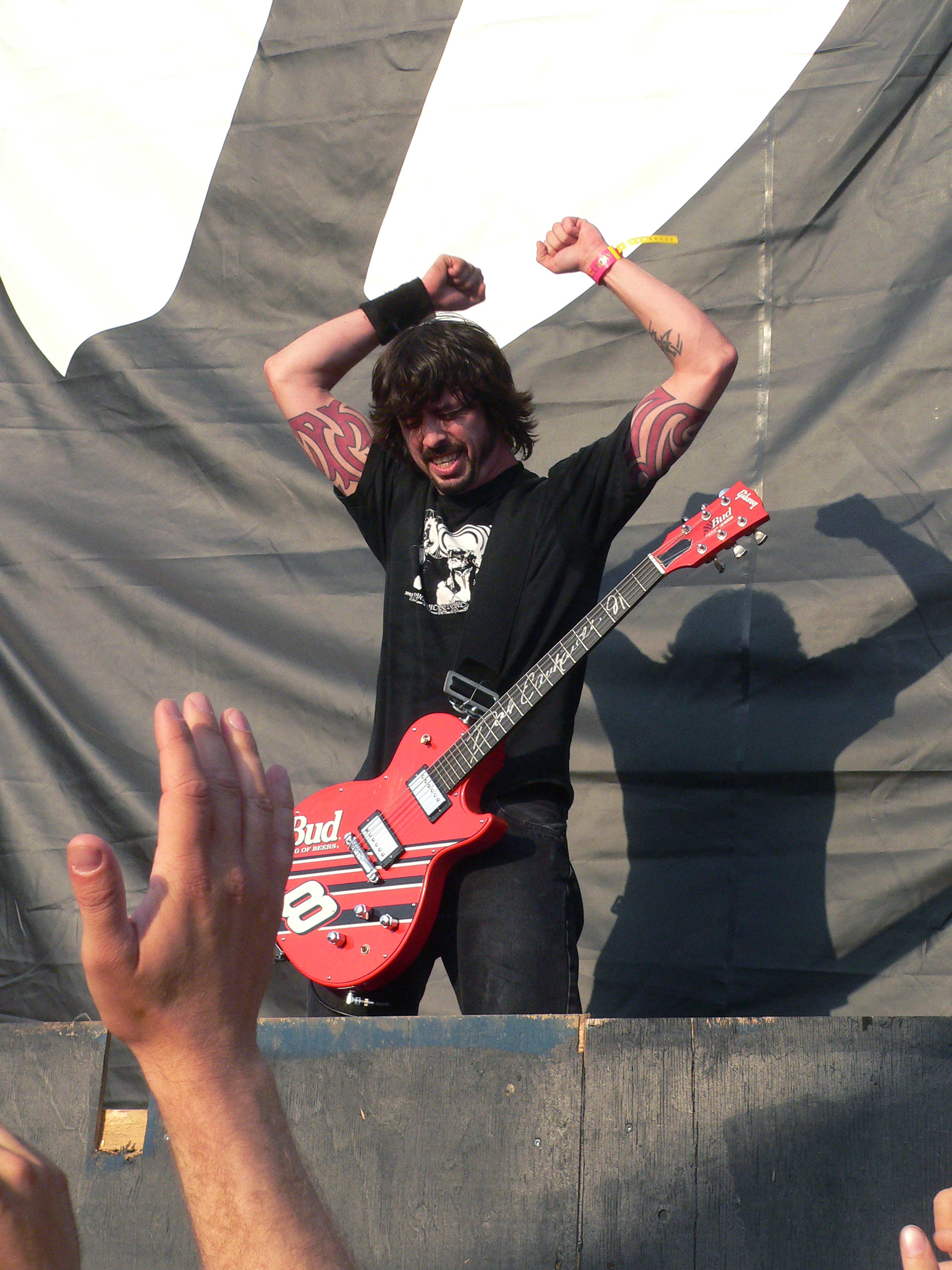
Photo de Dave Grohl au Danemark le 2 juillet 2005

Buzz Osborne du groupe Melvins le recommande auprès de Nirvana après le départ de leur batteur Chad Channing. Dave Grohl rejoint Nirvana et déménage à Seattle dans l’État de Washington en 1990 où il partage un appartement avec Kurt Cobain, leader du groupe. Le style de Grohl est une force importante derrière le succès de l’album Nevermind[réf. nécessaire].
Il n’est alors connu que comme batteur et seconde voix. Il joue pourtant de la guitare depuis plusieurs années. En 1990, il réalise une démo, Pocketwatch, sous le nom de « Late! », dans laquelle il joue tous les instruments. De ces enregistrements, le titre Marigold apparaît plus tard sur une face B de Nirvana, tandis que Winnebago devient une face B pour This is a call du groupe Foo Fighters. Grohl crée aussi un riff plus tard utilisé dans Scentless Apprentice dans l’album In Utero.

## Foo Fighters
Après la mort de Kurt Cobain, Dave Grohl connait une petite période de dépression, trouvant difficile d'écouter et de jouer de la musique, il manque même arrêter sa carrière musicale malgré quelques invitations de groupes,. Rien que « s'installer derrière une batterie lui rappelle trop ce qu'il était au sein de Nirvana »,. Ce n'est qu'après avoir joué aux MTV Movie Awards 1994, qu'il estime pouvoir lancer son propre projet musical, « une sorte de thérapie cathartique, pour enregistrer et sortir les chansons qu'il a lui-même écrites ». Aidé par le producteur Barrett Jones, avec qui il avait enregistré la démo Pocketwatch en 1992, ils produisent une dizaine de morceaux en une semaine aux Studios Robert Lang en octobre 1994, au nord de Seattle, Grohl enregistrant le chant, la guitare, la basse et la batterie. Il prévoyait de les publier dans un premier temps sous le nom de Foo Fighters, en référence au phénomène des chasseurs fantômes (« foo fighters » en anglais) observés par des pilotes d'avion lors de la Seconde Guerre mondiale et en relation avec les OVNIs,,. Suscitant l'intérêt de labels discographiques, il signe un contrat avec Capitol Records, et est encouragé à engager d'autres membres pour former un groupe et ainsi promouvoir l'album homonyme par des concerts : Nate Mendel à la basse et William Goldsmith à la batterie, tous deux de Sunny Day Real Estate, et Pat Smear, ancien guitariste sur scène de Nirvana et membre de The Germs. Bien que souvent comparé à ce que faisait Cobain, ce premier disque reçoit de bonnes critiques à sa sortie en juillet 1995, se vendant à plus de 2 millions d'exemplaires dans le monde en six mois, et obtenant un disque de platine aux États-Unis.
L'intense tournée que le groupe mène pendant huit mois apporte son lot de nouvelles compositions qu'ils commencent à enregistrer en novembre 1996, avec Gil Norton. Alors qu'ils font une pause, et que chacun est rentré chez lui, Goldsmith décide de quitter Foo Fighters, Grohl ayant rejoué la batterie sur la majorité des morceaux. Taylor Hawkins le remplace une fois l'album terminé, mais Smear demande à partir à son tour, épuisé par la tournée qu'ils viennent de vivre, et peu motivé pour en entamer une nouvelle avec la sortie prochaine du futur opus. Franz Stahl, membre fondateur de Scream, groupe de Grohl avant Nirvana, est choisi pour lui succéder. Véritable succès à sa sortie en mai 1997, The Colour and the Shape dépasse son prédécesseur à tous les niveaux, notamment celui des ventes. Ne se sentant pas à l'aise au sein du groupe, Stahl quitte Foo Fighters à la fin des deux années de tournée, laissant Grohl, Hawkins et Mendel enregistrer There Is Nothing Left to Lose au printemps 1999. Publié en novembre et bénéficiant lui aussi de bonnes critiques, ce troisième album se vend néanmoins moins bien que les précédents. Chris Shiflett devient le quatrième membre du groupe lors de la tournée qui suit de 1999 à 2001,.
Le quatuor fait alors une pause : Hawkins récupère de son overdose d'héroïne, et Grohl  joue sur Songs for the Deaf de Queens of the Stone Age. Foo Fighters reprend le chemin des studios en novembre au Studio 606 de Grohl à Alexandria en Virginie, mais dès janvier 2002, les sessions d'enregistrement deviennent stériles et le groupe part pour Los Angeles, aux studios Conway,,. Malgré vingt-neuf chansons enregistrées en quatre mois,, les sessions sont jugées insatisfaisantes et les tensions entre les membres sont grandissantes,,. En avril, ils prennent une nouvelle pause et s'investissent dans leurs projets personnels : Grohl devient batteur à plein temps de Queens of the Stone Age, Shiflett crée les groupes Viva Death et Jackson United avec son frère Scott, et revient au sein de Me First and the Gimme Gimmes, Hawkins joue avec Eric Avery, le bassiste de Jane's Addiction, et Mendel rejoint Juno avant de retrouver Goldsmith dans The Fire Theft. Le quatuor se retrouve quand même lors du concert prévu pour le Coachella Festival à la fin du mois, qui voit Hawkins et Grohl se battre au cours des répétitions. Ils décident malgré tout de jouer ensemble le soir, le plaisir prenant le dessus lors du spectacle. Ils choisissent alors de rester ensemble. Hawkins et Grohl retravaillent les chansons déjà enregistrées précédemment et en composent de nouvelles,,, que Mendell et Shiflett effectuent plus tard sous la direction de Nick Raskulinecz,,. Sorti fin octobre 2002, One by One reste au Billboard 200 plus de cinquante semaines et dépasse les 2 millions de ventes mondiales six mois après. Véritable succès commercial, il remporte aussi le Grammy Award du « Meilleur Album Rock » en 2004.

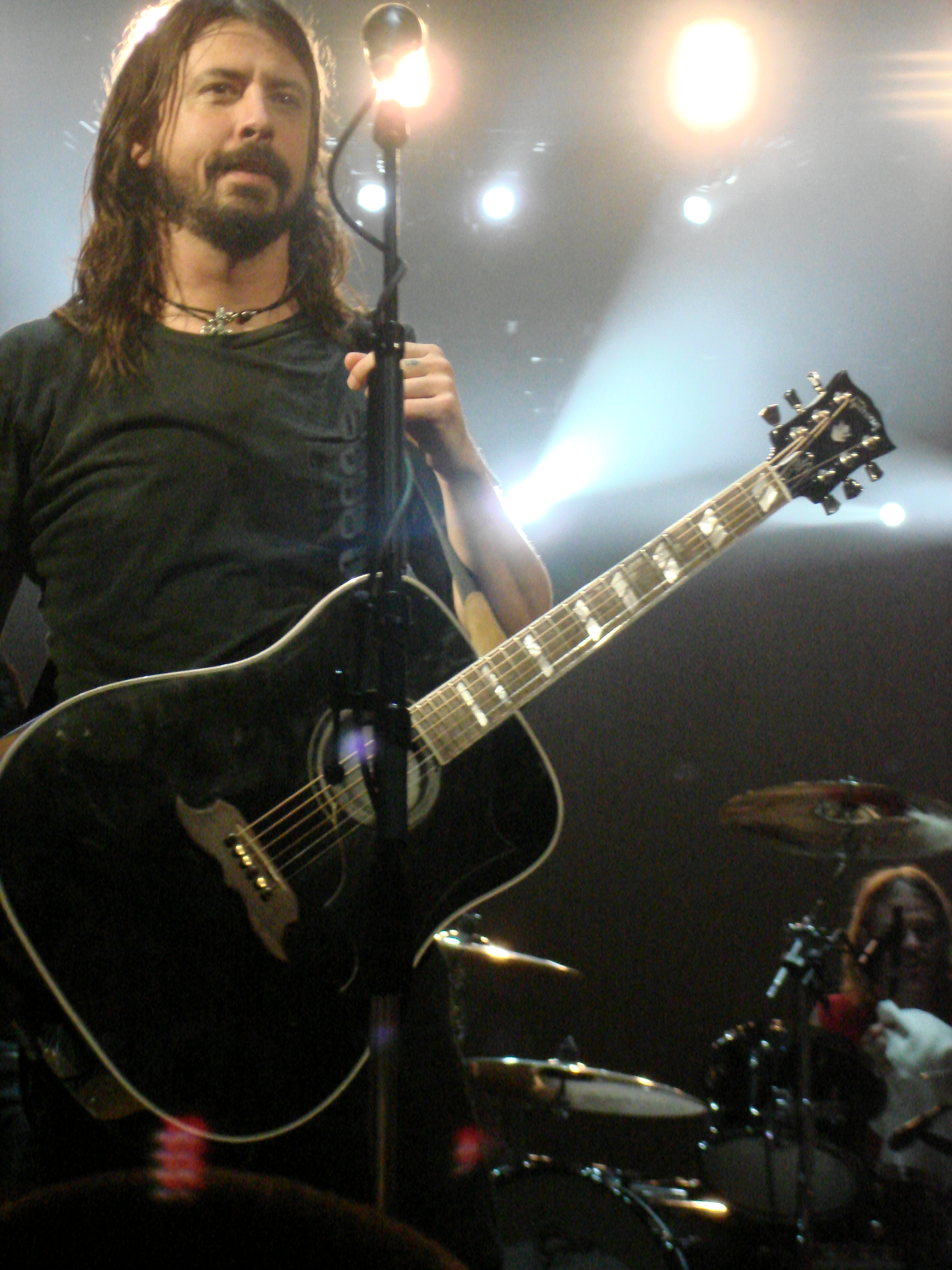
Dave Grohl en 2008.

En attendant de savoir vers où Foo Fighters va se diriger musicalement, Grohl compose des chansons acoustiques pour une possible musique de film,. Ne souhaitant pas faire un album solo, il les présente aux membres du groupe, qui ne sont pas convaincus pour changer autant leur style musical. Il décide alors de célébrer leur dixième anniversaire par un double album, proposant une partie rock et une partie acoustique,. Enregistré de janvier à mars 2005 au Studio 606 West de Los Angeles et publié à la mi-juin, In Your Honor bénéficie de la présence de quelques invités tels que John Paul Jones, Josh Homme et Norah Jones,. Très bien reçu par la critique, l'album finit en tête de plusieurs de classement de ventes, échouant malgré tout à détrôner X&Y de Coldplay aux États-Unis et au Royaume-Uni, obtient plusieurs certifications et devient le troisième album le plus vendu du groupe. La tournée mondiale qui suit, débute à l'été 2005 pour s'achever un an plus tard, avec une dernière partie en acoustique qui voit le retour de Smear et la sortie en novembre 2006, d'un album live intitulé Skin and Bones. Foo Fighters retourne en studio au printemps 2007 pour enregistrer de nouveau avec Gil Norton un sixième album studio. Dans la continuité du précédent, Echoes, Silence, Patience and Grace, mélange de chansons allant du punk hardcore à la country, sort en septembre mais ne parvient pas à faire aussi bien que son prédécesseur malgré de bonnes critiques. Il est néanmoins récompensé du Grammy Award du « meilleur album rock » en 2008.
En 2009, Foo Fighters publie sa première compilation, Greatest Hits, qui n'est ni « leurs meilleures chansons », ni « leurs chansons favorites » mais uniquement celles qui définissent l'identité du groupe, les morceaux qui ont marqué leur histoire,. Quand Grohl réfléchit au prochain album en 2010, il souhaite réaliser un documentaire en parallèle autour de l'enregistrement de celui-ci, tout en racontant comment Foo Fighters était devenu ce qu'il est de nos jours. Il décide donc de s'installer dans son garage en Californie et fait appel à Butch Vig pour la production, vingt ans après Nevermind. Défini comme « capturant l'essence même du groupe », Wasting Light est un retour aux sources qui n'est pas sans rappeler l'époque Nirvana avec des sons plus grunge, voyant également la participation de Krist Novoselic sur la chanson I Should Have Known. Publié en avril 2011 en parallèle de Back and Forth, la vidéo retraçant l'historique du quintette via des interviews, le septième album studio est acclamé par la critique et se classe numéro un des classements de ventes dans plus de dix pays,. Après la sortie d'un album de reprises intitulé Medium Rare et disponible uniquement en vinyle, les cinq musiciens embarquent pour une tournée qui dure jusqu'à la fin septembre 2012 et qu'ils concluent par l'annonce d'une pause à durée indéterminée. Chacun en profite alors pour se consacrer à ses propres projets, Grohl réalisant le film Sound City, un documentaire autour des studios Sound City qui ont notamment vu l'enregistrement de Nevermind. Travaillant dès 2013 sur le concept de leur prochain album, ils enregistrent huit chansons dans huit villes américaines différentes (Chicago, Austin, Nashville, Los Angeles, Seattle, La Nouvelle-Orléans, Washington et New York) en compagnie de légendes locales, avec un thème spécifique pour chacune. De nouveau produit par Butch Vig, Sonic Highways est prévu pour le 10 novembre 2014 et est devancé par le documentaire homonyme diffusé sur la chaîne HBO sous le format d'une série télévisée de huit épisodes,.

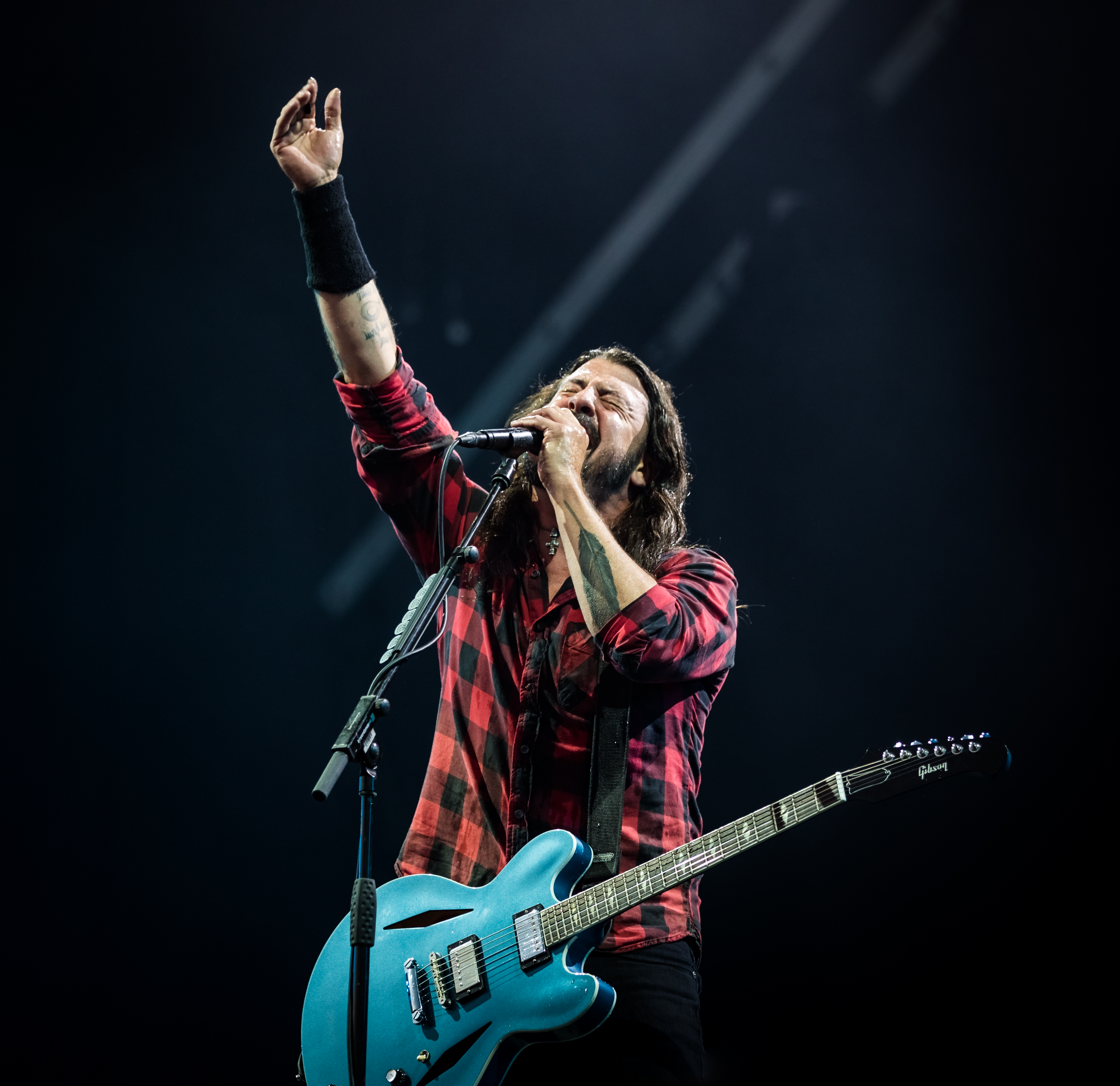
Dave Grohl en 2018.

Le vendredi 12 juin 2015, lors du concert donné à l'Ullevi Stadium de Göteborg en Suède, Dave Grohl se casse la jambe en tombant de scène dès le deuxième morceau du spectacle. De son brancard au pied de la scène, il promet au public de finir son concert. Une heure plus tard, après avoir immobilisé sa jambe et avant d'aller à l'hôpital pour se faire opérer, il décide de revenir sur scène et de terminer le concert sur une chaise, ou s'appuyant sur des béquilles. Le groupe annule toutefois les deux concerts suivants de sa tournée.

## Autres projets
À côté de Foo Fighters, Grohl a collaboré à de nombreux autres projets musicaux. Il enregistre la musique du film Touch (1996). En 2001, il rejoint le groupe Queens of the Stone Age en tant que batteur pour l’enregistrement de l’album Songs for the Deaf et la tournée qui suivit. La même année, il est contacté par Lenny Kravitz pour jouer à la batterie sur (I Can't Make It) Another Day, titre se voulant être un duo entre Lenny Kravitz et Michael Jackson pour l'album Invincible de ce dernier. Grohl enregistre sa partie mais la finalisation du titre n'aboutit pas. En 2010, sort l'album posthume Michael dans lequel Dave Grohl est crédité pour la chanson. L'année suivante, dans le magazine The Red Bulletin, il affirme cependant que c'est une erreur et que ce n'est pas sa version du titre qui apparaît dans l'album.
En 2002, il joue de la batterie pour Tenacious D et participe à l'album de David Bowie Heathen.
En 2003, il aide, encore une fois à la batterie, Chan Marshall du groupe Cat Power dans l’enregistrement de l’album You Are Free. Il participe aussi à l’album Killing Joke 2003 du groupe Killing Joke, comme batteur. Puis en 2004, il joue pour le groupe de rock industriel Nine Inch Nails dans leur album With Teeth, et en 2005 sur une chanson de Garbage pour leur album Bleed Like Me.
Grohl publie également en 2004 un projet de heavy metal nommé Probot : l’album présente plusieurs chansons composées et interprétées à la batterie par Dave Grohl et dont les parties vocales sont assurées par de nombreuses personnalités du heavy metal. Ont notamment participé à ce projet : Lemmy Kilmister de Motörhead, Thomas Gabriel Fischer de Celtic Frost, Conrad Lant de Venom ou encore Max Cavalera de Soulfly.
Il participe également comme batteur à l’enregistrement du 2e album Four on the Floor de Juliette and the Licks, le groupe de l’actrice Juliette Lewis
Pour célébrer l’avènement de Liverpool en tant que capitale européenne de la culture en 2008, Dave Grohl accompagne Paul McCartney sur Band on the Run à la guitare, et Back in the USSR et I Saw Her Standing There à la batterie.
Il a également joué avec The Prodigy sur l'album Invaders Must Die sur les morceaux Run With The Wolves et Stand Up.
Depuis l'été 2009, Dave Grohl est le batteur de Them Crooked Vultures, nouveau projet en collaboration avec Josh Homme de Queens of the Stone Age et John Paul Jones, ancien bassiste de Led Zeppelin.
En septembre 2009, Dave Grohl enregistre avec Duff McKagan la chanson Watch This pour Slash, l'album solo du guitariste Slash (ex-Guns N' Roses) paru en avril 2010.
Début 2011, il reçoit le prix NME du « Godlike Genius Award » qui fait de lui le premier batteur et le premier américain à recevoir ce prix qui récompense les « meilleurs musiciens du monde ».
En mai 2012, sort l'album Rize of the Fenix de Tenacious D dans lequel il joue de la batterie.
Début novembre 2012, le groupe Queens of the Stone Age annonce sa participation à la batterie sur le prochain album du groupe prévu pour juin 2013.

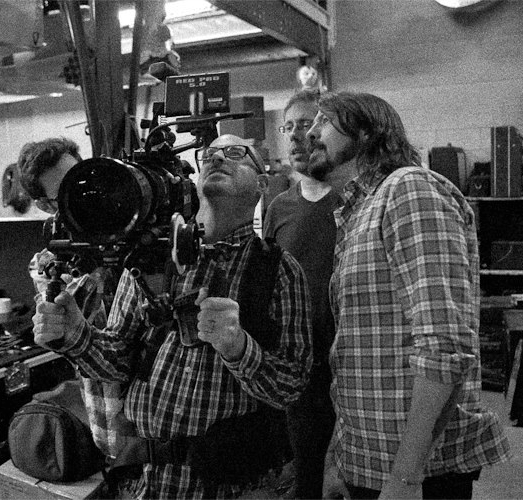
Dave Grohl sur le tournage de Sound City en 2012.

Le 1er février 2013, le documentaire Sound City réalisé par Dave Grohl et réunissant différents artistes rock ayant participé à l'histoire des studios homonymes, sort au cinéma et en VOD après une première lors du Sundance Festival. La bande originale et le DVD sont disponibles à partir du 12 mars. Parallèlement, Dave Grohl est nommé parmi les « Héros de l'année » lors des NME Awards et pour le « Meilleur événement » aux Kerrang! Awards pour le concert donné au Forum de Kentish Town (Londres) avec les musiciens de Sound City.
Le 20 novembre 2013 sort If You Have Ghost, un EP du groupe suédois Ghost produit et mixé par Dave Grohl. Lors d'une interview donnée par un Nameless Ghoul pour le magazine Fuse, il est révélé que Dave Grohl a déjà été un des membres déguisé sur scène.
Au printemps 2015, Grohl est annoncé parmi les gens interviewés pour le documentaire réalisé par Colin Hanks sur la chaîne de magasins Tower Records, pour laquelle il a travaillé quand il était jeune.
Le 10 août 2018, Dave Grohl sort sur les plates-formes de streaming numériques un documentaire sur l'apprentissage de la musique qui se termine par une performance de 23 minutes durant laquelle il enregistre seul un titre instrumental, enchaînant de la batterie, 3 parties de guitares, une de basse, du clavier et des percussions. Dans ce documentaire intitulé Play, on peut entendre mais aussi voir Dave Grohl enregistrer sa chanson comme s'il s'agissait d'un groupe composé de 7 musiciens.
En mars 2021, Dave Grohl enregistre le morceau Eazy Sleazy en duo avec Mick Jagger.

## Vie privée
Marié à Jennifer Youngblood de 1994 à 1997, il s'est depuis remarié avec Jordyn Blum le 2 août 2003, avec qui il a trois filles : Violet Maye née en 2006, Harper Willow née en 2009 et Ophelia Saint née en 2014. Quelques jours après la naissance d'Ophelia, son père James Grohl meurt d'un cancer à 75 ans. En septembre 2024, il annonce la naissance de sa quatrième fille, née d’une relation extra-conjugale et dont il assume le relié de co-parent.

## Matériel[47]

### Guitares
- Gibson Firebird Studio (visible dans le clip de The Pretender)
- Gibson DG 335 Signature (visible dans le clip de Walk)
- Gretsch White Falcon (visible dans le clip "Monkey Wrench")
- Ampeg Armstrong Dan Lucite (Visible dans les clips de The One, All my Life et Times Like These)
- Gibson Explorer Ebony
- Gibson Flying V Bird Ebony (visible dans le clip de Rope)
- Gibson SG Custom Ebony CH (visible dans le clip I'll Stick Around)
- Gibson Trini Lopez Pelham Blue (sa guitare de prédilection depuis plusieurs années)
- Gibson Trini Lopez red (guitare avec laquelle il a enregistré tous les albums des Foo Fighters)
- Manson MA signature Dave Grohl

### Amplis
- Mesa/Boogie road king Head
- Vox AC 30/6TB Top Boost Combo
- Reissue / 2x12

### Effets
- ProCo RAT
- Boss DM-2 Analog Delay
- Boss TU-2 Chromatic Tuner
- MXR Phase 90

### Batterie
Période THEM CROOKED VULTURES (2009-2010) :
- DW "Jazz serie" (kick 24x16, Floor 18x16 & 16x16, Tom 13x9), Peaux REMO Emperor Coated, Clear Powerstroke 3 et Emperor X Black.
- Cymbales Zildjian : 15" K Lights Hi-hats, 20" A Custom EFX Crash, 20" A Custom Crash, 20" A Custom Rezo Crash, 19" K Custom China, 24" ZHT Ride.
- Baguettes: Zildjian Dave Grohl Artist Series.
- Accessoires : stands, pédales et siège DW... et sacs de sable pour ancrer tout ceci au sol !

Période NIRVANA (1991-1994) :
- TAMA "Granstar" et "Artstar II" (kick 24x16, Floor 18x16, Tom 15x14), Peaux Remo CS sur toms, Powerstroke II sur grosse caisse et Aquarian Hi-Energy sur caisse claire (période "In Utero")
- LUDWIG "classic Maple" (finition Red), autre modèles TAMA "Artstar" et "Rockstar", et même YAMAHA (débuts et période "Nevermind")
- Cymbales ZILDJIAN : 15" Avedis New Beat HiHats, 18" Avedis Crash, 19" Avedis Medium Crash, 24" Medium Ride
- Accessoires : stands TAMA "Stilt HC104TB", pédales et siège TAMA

## Filmographie

### Réalisateur
Dave Grohl est aussi réalisateur de ses clips.
- 2011 :  Foo Fighters : Back and Forth , film documentaire sur l'enregistrement de l'album Wasting Light
- 2013 : Sound City, documentaire[48]
- 2015 : Foo Fighters: Sonic Highways, mini-série documentaire
- 2021 : From Cradle to Stage, mini-série documentaire[49]
- 2021 : What Drives Us, documentaire[50]

### Acteur
- 2006 : Tenacious D : The Pick of Destiny de Liam Lynch : Satan
- 2011 : Les Muppets, le retour de James Bobin : le batteur d'un groupe punk[51]
- 2022 : Studio 666, de B. J. McDonnell : lui-même
- Grohl apparaît dans l’épisode Autosuggestion (19 min 49 s) de la troisième saison de X-Files, dans lequel on peut le voir marcher, accompagné de sa première femme, à l’intérieur du J. Edgar Hoover building du F.B.I. puis regarder sa montre[52].
- On peut le voir dans le clip de I Want You So Hard (Boy’s Bad news) de Eagles of Death Metal, assis à une table dans le bar, accompagné par Josh Homme et Jack Black (qui joue le barman).
- Il apparaît dans le clip de la chanson No One Knows du groupe Queens of the Stone Age, pour lequel il a assuré la batterie durant l'album Songs for the Deaf et également pour quelques concerts.
- Il joue également dans le clip de Tribute de Tenacious D.
- Il apparaît dans le clip To Be The Best sorti à l'occasion de la sortie de l'album Rise of the Fenix du groupe Tenacious D.
- Il apparaît dans le film documentaire Lemmy sur la vie de Lemmy Kilmister.

### Captations de concerts
- Skin and Bones
- Live at Wembley Stadium

## Publication
- (en) Dave Grohl The Storyteller : Tales of Life and Music, Dey Street Books, 2021, 384 p.  (ISBN 978-0063076099)Livre basé sur sa propre histoire, de son enfance à Springfield, Virginie, à sa vie sur la route en vivant de sa passion. Paru le 5 octobre 2021.

## Hommage
- En 2018, le rappeur français Lomepal intitule une de ses chansons Dave Grohl sur son album Jeannine.

### Ouvrages
- The Dave Grohl Story de Jeff Apter

1. 1 2  Apter 2007, p. 256-260
2. ↑  Apter 2007, p. 260
3. ↑  Apter 2007, p. 274
4. ↑  Apter 2007, p. 304
5. ↑  Apter 2007, p. 306
6. 1 2 3  Apter 2007, p. 339-340
7. ↑  Apter 2007, p. 350

- Autres ouvrages

1. 1 2  (en) Paul Brannigan, This Is a Call: The Life and Times of Dave Grohl, Da Capo Press Inc, 2011, 352 p. (ISBN 978-0306819568), chap. 11 (« Disenchanted Lullaby »)

### Articles de presse
1. ↑  (en) « Everyone Has Their Dark Side », Mojo,‎ avril 2005
2. 1 2 3 4  (en) Kevin Murphy, « Honor Roll », Classic Rock,‎ juillet 2005
3. 1 2  (en) « My Brilliant Career », Q,‎ novembre 2007 (lire en ligne)
4. 1 2  (en) « From Penniless Drummer To The Bigest Rock Icon In the World », Kerrang!,‎ novembre 2009 (lire en ligne)
5. ↑  (en) Craig Rosen, « Time Off Re-energizes the Foo Fighters », Billboard,‎ 24 juin 1995 (lire en ligne)
6. ↑  (en) Chris Morris, « Gary Gersh's Artist Development Proves to be Capitol's Foundation », Billboard,‎ 16 décembre 1995 (lire en ligne)
7. 1 2  (en) Ian Winwood, « Courtney. Kurt. Drugs. Rehab. », Kerrang!,‎ mars 2002
8. 1 2 3  (en) Paul Brannigan, « Dave Grohl: AMERICAN HERO », Mojo,‎ novembre 2009
9. 1 2  (en) « Times Like These », Rhythm,‎ août 2003
10. 1 2  (en) Andrew Katchen, « Time Off Re-energizes the Foo Fighters », Billboard, vol. 114, no 42,‎ 19 octobre 2002 (lire en ligne)
11. ↑  (en) « At Home With... Taylor Hawkins », Metal Hammer,‎ novembre 2003
12. ↑  (en) Paul Brannigan, « Big Mouth Strikes Again », Kerrang!,‎ septembre 2002
13. ↑  (en) Andy Greenwald, « The Chosen Foo », Spin,‎ août 2005, p. 56–59 (lire en ligne)
14. ↑  (en) Melinda Newman, « Foo Fighters Double the Music », Billboard,‎ 11 juin 2005 (lire en ligne)
15. ↑  (en) « Everyone Has Their Dark Side », Q,‎ 2005 (lire en ligne)
16. ↑  (en) Austin Scaggs, « Foos Reclaim Their Honor », Rolling Stone,‎ 29 avril 2005 (lire en ligne)
17. ↑  (en) « PREVIEW: FOO FIGHTERS MAKING MUSIC TO BREAK INTO CARS TO », Q,‎ novembre 2010 (lire en ligne)

### Autres sources
1. ↑  Ève Lévesque, « Ils ont été inspirés par les Beatles », sur Journal de Montréal (consulté le 23 juillet 2021),
2. ↑  (en) « DAVE GROHL », consulté le 23 février 2010.
3. ↑  La rédaction, « Les 100 meilleurs batteurs de tous les temps », sur Rolling Stone, 6 septembre 2021 (consulté le 2 novembre 2021)
4. ↑  (en) Keith Cameron, « 'I've never gotten off on chaos' », sur theguardian.com, 14 septembre 2007 (consulté le 6 décembre 2021).
5. 1 2 3  (en) Michael Azzerrad, Come as You Are : The Story of Nirvana, Doubleday, 1993, p. 148.
6. 1 2 3 4 5 6 7 8 9 10 11  (en) Back and Forth, publié en 2011 par RCA Records
7. ↑  (en) « RIAA - Gold & Platinum », sur riaa.com (consulté le 30 avril 2012)
8. ↑  (en) « Interview Foo », sur fooarchive.com (consulté le 12 juillet 2012)
9. 1 2 3  (en) Kim Hughes, « Foo Fighters surpass 10 million sales mark (so yeah, they’re loaded) »(Archive.org • Wikiwix • Archive.is • Google • Que faire ?), sur inmusic.ca, 3 décembre 2011 (consulté le 12 décembre 2011)
10. ↑  (en) Jon Wiederhorn, « Queens of the Stone Age Flex Their Star Power », sur mtv.com, 4 juin 2002 (consulté le 22 août 2012)
11. ↑  (en) Dave Grohl, « Long Time No See », sur foofighters.com, 15 janvier 2002 (version du 13 février 2002 sur Internet Archive)
12. ↑  (en) « Foo Fighters 29 Songs Into Fourth Album », sur billboard.com, 16 novembre 2001 (consulté le 30 août 2012)
13. ↑  (en) Joe D'Angelo, « Grohl Puts Foos On Hold, Returns To Drumkit With Queens », sur mtv.com, 18 avril 2002 (consulté le 30 août 2012)
14. ↑  (en) Gabriella, « Interview with the Foo Fighters », sur nyrock.com, novembre 2002 (consulté le 3 septembre 2012)
15. ↑  (en) Alex Steininger, « Foo Fighters' Guitarist Chris Shiflett Talks About His Band, Jackson », sur inmusicwetrust.com, juillet-août 2003 (consulté le 4 septembre 2012)
16. ↑  (en) « Foo Fighters Setlist at Coachella Festival 2002 », sur setlist.fm
17. ↑  (en) « 9 Million Words With Dave Grohl », sur spin.com, 19 juin 2003 (consulté le 3 septembre 2012)
18. ↑  (en) Jonathan Cohen, « Rock Steady », Billboard,‎ 18 août 2007 (lire en ligne, consulté le 7 septembre 2012)
19. ↑  (en) « The RCA Music Group is About to Explode! », Billboard,‎ 21 juin 2003 (lire en ligne, consulté le 7 septembre 2012)
20. ↑  (en) « 2003 Grammy Award Winners », sur grammy.com (consulté le 9 septembre 2012)
21. ↑  (en) « crédits In Your Honor », sur cduniverse.com (consulté le 10 mai 2012)
22. ↑  (en) « Foo Fighters:In Your Honor (2005): Reviews », sur metacritic.com (consulté le 1er septembre 2013)
23. ↑  (en) « Coldplay Holds Foos, Backstreet From No. 1 », sur billboard.com (consulté le 1er septembre 2013)
24. ↑  (en) « Foo Fighters Acoustic Trek Heading To CD, DVD », sur billboard.com (consulté le 1er septembre 2013)
25. ↑  (en) « This Is Our Best Record In Years », Kerrang!,‎ août 2007 (lire en ligne)
26. ↑  (en) « analyse d'Echoes, Silence, Patience and Grace », sur allmusic.com (consulté le 10 mai 2012)
27. ↑  (en) « Echoes, Silence, Patience and Grace », Metacritic (consulté le 21 mai 2013)
28. ↑  (en) « Grammy 2008 Winners List », sur mtv.com (consulté le 16 mai 2013)
29. ↑  (en) « Greatest Hits », sur foofighters.com (consulté le 10 mai 2012)
30. ↑  (en) « Wasting Light - Foo Fighters », sur metacritic.com (consulté le 2 septembre 2013)
31. ↑  (en) « débuts de Wasting Light », sur theaudioperv.com (consulté le 6 mai 2012)
32. ↑  (en) « Foo Fighters To Release Covers Album », sur ultimate-guitar.com (consulté le 2 septembre 2013)
33. ↑  (en) « Foo Fighters: Probably no new album & tour in 2013 », sur new-albums-releases.com (consulté le 2 septembre 2013)
34. ↑  (en) « Preview Tom Petty and Trent Reznor reminisce in Dave Grohls Sound City documentary », sur rollingstone.com (consulté le 21 janvier 2013)
35. ↑  (en) « Dave Grohl: 'We have awesome, big plans for the next Foo Fighters album' », sur nme.com (consulté le 5 février 2013)
36. ↑  (en) « Foo Fighters confirm autumn album release », sur nme.com (consulté le 16 mai 2014)
37. ↑  (en) « Foo Fighters - Pre-order available now », sur foofighters.com (consulté le 14 août 2014)
38. ↑  « Dave Grohl, chanteur des Foo Fighters, se casse la jambe mais poursuit son concert », sur leparisien.fr (consulté le 14 juin 2015)
39. ↑  Dounia ZAKARI, « Après l'accident du chanteur des Foo Fighters, leurs concerts annulés - People - MYTF1News », sur MYTF1NEWS (consulté le 14 juin 2015)
40. ↑  HARP Magazine
41. ↑  (en)Juliette Lewis teams up with Dave Grohl
42. ↑  https://twitter.com/slashhudson Slash annonce sur Twitter que Dave Grohl chante sur son album, 22 septembre 2009
43. ↑  (en) « The Rolling Stones, Tame Impala, Haim and MIA lead NME Awards nominations – vote now! », sur nme.com (consulté le 19 février 2013)
44. ↑  (en) « Relentless Kerrang! Awards 2013 - The Nominations », sur kerrang.com (consulté le 19 mai 2013)
45. ↑  (en) « Dave Grohl Featured In Documentary On Tower Records - Blabbermouth.net », sur blabbermouth.net (consulté le 20 mars 2015)
46. ↑  (en) « DAVE GROHL And Wife Welcome Baby Girl As GROHL Loses Father », sur blabbermouth.net (consulté le 26 août 2014)
47. ↑  Effect-On-Line.com
48. ↑  Thierry Colson, « « Sound City » ou l’âme préservée du rock », Le Soir,‎ 27 février 2013, p. 32 (lire en ligne, consulté le 6 décembre 2021)
49. ↑  (en) Peter White, « Dave Grohl & His Mom Drum Up ‘From Cradle to Stage’ For Paramount+ Alongside ‘Unplugged’ & ‘Yo! MTV Raps’ Revivals », sur deadline.com, 24 février 2021 (consulté le 25 février 2021)
50. ↑  (en) « What Drives Us », sur codacollection.co (consulté le 13 avril 2021).
51. ↑  (en) « The Grohl Muppet Caper / Muppet Fans Who Grew Up - Tough Pigs », sur Muppet Fans Who Grew Up - Tough Pigs, 15 décembre 2010 (consulté le 28 août 2020).
52. ↑  (en) « Dave Grohl’s Cameo Appearance On The X-Files », sur feelnumb.com, 3 février 2012 (consulté le 7 juillet 2015)